# Macroasteropteron mindax
Macroasteropteron mindax is een mosselkreeftjessoort uit de familie van de Cylindroleberididae. De wetenschappelijke naam van de soort is voor het eerst geldig gepubliceerd in 1994 door Kornicker.